# Altaneira
Altaneira là một đô thị thuộc bang Ceará, Brasil. Đô thị này có diện tích 73,296 km², dân số năm 2007 là 6036 người, mật độ 82,35 người/km².